# Schefflera cabalionii
Schefflera cabalionii är en araliaväxtart som beskrevs av Porter Prescott Lowry. Schefflera cabalionii ingår i släktet Schefflera och familjen araliaväxter.
Artens utbredningsområde är Vanuatu. Inga underarter finns listade.